# لاکومب (اورگن)
لاکومب (به انگلیسی: Lacomb) یک منطقهٔ مسکونی در ایالات متحده آمریکا است که در Linn County واقع شده‌است. لاکومب ۲۰۹ متر بالاتر از سطح دریا واقع شده‌است.